# J. Schmalz GmbH
J. Schmalz GmbH fue fundada en 1910 como fábrica de cuchillas de afeitar en Glatten im Schwarzwald, Alemania. Con el paso de los años, el programa de producción fue cambiando de las cuchillas de afeitar a los aparatos de transporte, para llegar a los componentes de vacío, sistemas de manipulación por vacío, sistemas de ventosas de vacío y sistemas de fijación por vacío.
Esta empresa es el líder mundial en el ámbito de la técnica de fijación por vacío y es uno de los proveedores líder de tecnología de vacío en la técnica de automatización y manipulación; en 2008, daba trabajo a unos 850 empleados (2014). Su red de distribución abarca 17 filiales en el extranjero en Australia, China, Canadá, Corea, España, Finlandia, Francia, India, Italia, Japón, México, Países Bajos, Polonia, Rusia, Suiza, Turquía y EE. UU..
Schmalz está certificada conforme a DIN ISO 9001 (calidad) y a DIN ISO 14001 (medio ambiente).

## Historia
En 1910, Johannes Schmalz fundó la fábrica de cuchillas de afeitar "Johannes Schmalz Rasierklingenfabrik" en Glatten, Alemania. La marca "Glattis" era conocida en toda Alemania y con un volumen mensual de ventas de 600.000 cuchillas de afeitar disfrutaba de gran éxito.
La expansión de las maquinillas de afeitar eléctricas exigió una nueva orientación. Los innovadores desarrollos de Artur Schmalz en la construcción de vehículos ligeros a partir de 1948 supusieron más éxitos para la empresa. Se desarrollaron remolques y escaleras rodantes de Schmalz para aeropuertos, así como dispositivos de transporte para fábricas de muebles. Cuando en 1984 Kurt Schmalz llega a la dirección de la empresa, se encarga de orientarla de nuevo y de especializarla en tecnología de vacío. En 1990, Wolfgang Schmalz se une a la dirección de la empresa. Los dos hermanos han hecho de esta tradicional empresa uno de los proveedores de tecnología de vacío líderes en el mundo.
En 1998 se fundó la primera filial en Suiza. Hoy en día, Schmalz cuenta con una red de distribución con 17 filiales en todo el mundo. En 2009, la superficie de producción de la empresa se amplió en 10.170 m².

## Productos
La técnica de vacío de Schmalz se utiliza allí donde se deben mover, transportar ergonómicamente o sujetar piezas en el proceso de producción.
- Componentes de vacío. Los componentes de vacío de Schmalz ofrecen a diversos círculos de usuarios y a muchos ramos distintos una ayuda para la solución de tareas de automatización y de manipulación. La gama de productos abarca desde las ventosas de vacío y los generadores de vacío, hasta los elementos de fijación y de control de sistemas.
- Sistemas de ventosas de vacío. Los complejos sistemas de ventosas de vacío son la solución integrada para manipulación de piezas, independientemente del tamaño, geometría, material y/o superficie de las mismas.
- Manipulación por vacío. Ergonómicos aparatos elevadores por vacío Jumbo y VacuMaster para la manipulación de piezas y equipos de grúa adaptados a la aplicación individual en empresas.
- Sistemas de fijación por vacío. La técnica de fijación por vacío se utiliza en máquinas de mecanizado CNC para aumentar la productividad y la rentabilidad.

## Economía sostenible
La protección del medio ambiente es un objetivo prioritario de Schmalz y una parte de su actividad diaria. Los aspectos ecológicos son parte integral en el desarrollo de los productos, en el diseño de procesos de producción, en los procesos empresariales y en el ámbito de la economía energética. Se utilizan portadores de energía regenerativa, como energía solar, madera usada, energía eólica y energía hidráulica. Hoy en día, Schmalz puede generar más energía de la que la propia empresa necesita. Estas actividades han sido repetidas veces objeto de distinción.

## Distinciones y Certificaciones

### Distinciones
- Great Place to Work (2015, 2012, 2009, 2004)
- Mejor idea de montaje (2011)
- Premio VR a la innovación (2010)
- Axia Award (2010)
- Excelente organización de conocimientos (2009)
- 365 lugares en el país de las ideas (2009)
- Compromiso social (2008)
- Premio solar europeo (2007)
- Premio Dr.-Rudolf-Eberle (2006)
- Ethics in Business (2005)
- Gestor ecológico del año (2004)
- Premio ecológico BDI y Green Week-Award (2004)
- Premio medioambiental para empresas (2000)

### Certificaciones
- DIN ISO 9001 (gestión de calidad) desde 1994
- DIN ISO 14001 (gestión medioambiental) desde 1997
- DIN ISO 50001 (gestión de energía) desde 2012
- Operador económico autorizado (Authorized Economic Operator – Customs Simplifications AEO C) desde 2012